# Emilly Nayara
Emilly Nayara (São Paulo, 19 de junho de 2008) é uma atriz e modelo brasileira, conhecida por interpretar a Milena nos filmes da Turma da Mônica.

## Biografia e carreira
Emilly iniciou sua carreira aos 9 anos como modelo. Em 2019, surgiu a oportunidade de fazer testes para o filme Turma da Mônica: Lições (2021), aonde acabou pegando o papel da Milena. Emilly recebeu elogios pela atuação e se destacou por interpretar a primeira personagem negra da turma, garantindo a renovação do contrato para a sequência da série Turma da Mônica - A Série, produzida pela Globoplay. A série obteve grande sucesso no streaming, conquistando uma boa recepção do público e viralizando na web.
Em 2022, foi anunciada como parte do elenco do novo filme da Netflix, Biônicos (2024), no qual recebeu elogios pela atuação, e teve a grande oportunidade de contracenar com  Bruno Gagliasso.

## Filmografia

### Cinema
| Ano  | Título                  | Personagem | Referência |
| ---- | ----------------------- | ---------- | ---------- |
| 2021 | Turma da Mônica: Lições | Milena     | [ 12 ]     |

### Televisão
| Ano  | Título                    | Personagem | Referência |
| ---- | ------------------------- | ---------- | ---------- |
| 2022 | Turma da Mônica - A Série | Milena     | [ 13 ]     |

### Streaming
| Ano  | Título   | Personagem |
| ---- | -------- | ---------- |
| 2024 | Biônicos | Marighella |